# Чита Повера (Трапани)
Чита Повера је насеље у Италији у округу Трапани, региону Сицилија.
Према процени из 2011. у насељу је живело 91 становника. Насеље се налази на надморској висини од 353 м.